# 半汤街道
半汤街道，是中华人民共和国安徽省合肥市巢湖市下辖的一个乡镇级行政单位。

## 行政区划
半汤街道下辖以下地区：
温泉社区、巨嶂社区、西山社区、半汤村、战前村、汤山村、力寺村、鼓山村和汤卞山村。